# 加布里尔伯胺合成反应
加布里尔伯胺合成，是使用酞醯亞胺鉀（琥珀酰亚胺，邻二苯甲酰亚胺）将鹵代烷轉換成一級胺的反应。名稱取自德國化學家西格蒙德·加布里尔。

## 传统加布里尔合成
邻苯二甲酰亚胺的鈉鹽或鉀鹽與一級鹵代烷发生亲核取代反應（构型翻转），生成烷基鄰苯二甲醯亞胺。二級鹵代烷無法行此反應。由于邻苯二甲酰亚胺的氮上只有一个氢原子，只能引入一个烷基，故该反应是制取较纯净的一级胺的常用方法。
反应最后用酸处理，使一級胺以成盐的形式纯化。若水解很困难，可以用肼的水溶液或乙醇溶液逆流反應（Ing-Manske法），使取代酞酰亚胺肼解，產生鄰苯二甲醯肼沉澱和一級胺。以上的两种处理方法都有不足，水解法產率低且會伴隨副產物的生成，而肼解法中分離鄰苯二甲醯肼十分麻煩（邻苯二甲酰肼因为水溶性非常好，若产生的胺酯溶性好则非常容易水洗除去，其收率通常可以达到80%以上）。因此還有其他使胺自鄰苯二甲醯亞胺解離的方法。
用加布里尔合成制取氨基酸时，如果直接用α-卤代酸，则酰亚胺盐会与羧酸反应，生成相应的羧酸盐。因此可以用α-卤代酯作原料，将羧基保护，等反应后水解时，酯比酰胺更容易水解，羧基也就自然游离出来。

## 机理

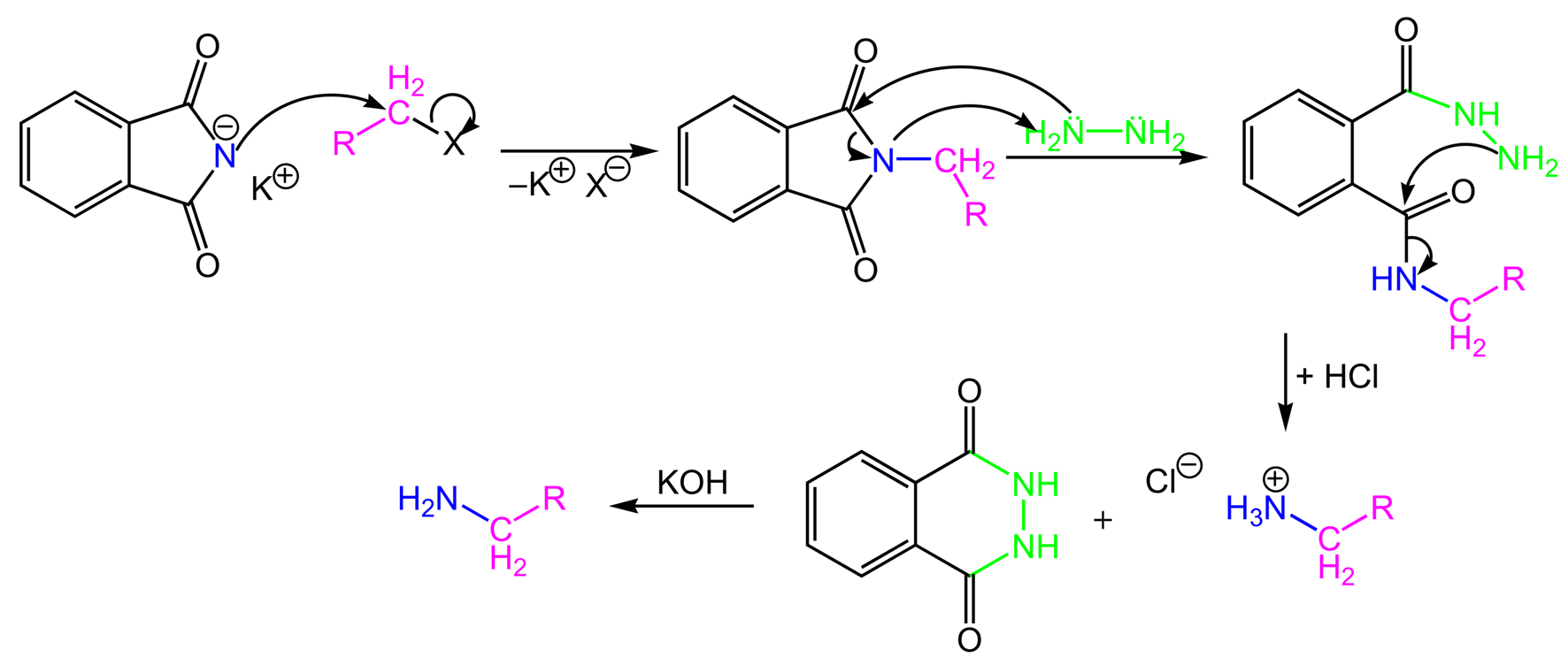
加布里尔合成机理

第一步是氨基钾盐对于卤代烃的烷基化过程，这个过程是一个SN2反应。第二步，是N-烷基化合物的肼解反应：首先是肼对于羰基的亲核加成，然后是开环和质子转移，接着是分子内的SNAc反应和质子转移，最后是断开了四面体中间态而最终形成的伯胺以及副产物－邻苯二甲酰肼。

## 加布里尔替代试剂
现在已经发展了很多能够替代邻苯二甲酰亚胺盐的试剂。比如说，糖精钠盐就是从电性来讲非常类似于邻苯二甲酰亚胺盐的试剂。它的一些优势在于：对于有些底物来讲，它的脱保护更加容易，而对于二级卤代烃来说，它的反应活性更佳，能够补充邻苯二甲酰亚胺对于仲胺合成的不足。